# Граф Килмарнок
Граф Килмарнок (англ. Earl of Kilmarnock) — аристократический титул, созданный дважды в системе Пэрства Шотландии для членов семьи Бойд (1454 и 1661 годы).

## История
Впервые титул лорда Килмарнока был создан 18 июля 1454 года для Роберта Бойда, 1-го лорда Бойда (ум. 1482),
великого камергера Шотландии. Его прямые потомки продолжали носить титул до 1746 года.
Графский титул был создан 17 августа 1661 года для Уильяма Бойда, 10-го лорда Бойда (1646—1692). Оба титула были конфискованы английской короной в 1746 году.
Томас Бойд (ум. около 1473), старший сын Роберта Бойда, 1-го лорда Бойда (ум. 1482), и отец Джеймса Бойда, 2-го лорда Бойда (1469—1484), в 1467 году получил титул графа Аррана. В 1469 году оба этих титула у него были конфискованы за государственную измену.
Уильям Бойд, 4-й граф Килмарнок (1705—1746), был отцом Джеймса Хэя, 15-го графа Эррола. В 1831 году внук последнего, Уильям Джордж Хэй, 18-й граф Эррол (1801—1846), получил титул барона Килмарнока в системе Пэрства Соединённого королевства. С 1941 году — титул барона Килмарнока является отдельным пэрством.

## Предки
- Роберт Бойд, свидетель устава Эрвина, Северный Эйршир в 1205 году.
- Роберт Бойд, сын предыдущего. Воевал с норвежцами в битве Ларгсе в 1263 году в поддержку короля Шотландии.
- Сэр Роберт Бойд, 1-й Килмарнок, сын предыдущего. Сражался в битве при Бэннокберне в 1314 году и взят в плен англичанами в битве при Халидон-Хилле в 1333 году
- Сэр Томас Бойд, 2-й Килмарнок, сын предыдущего. Захвачен в плен в битве при Невиллс-Кроссе в 1346 году
- Сэр Томас Бойд, 3-й Килмарнок, сын предыдущего. В 1409 году был помилован регентом Олбани за убийство своего личного врага Нельсона Дэлримпла
- Томас Бойд, 4-й Килмарнок (ум. 7 июля 1432), сын предыдущего. В 1424 году стал заложником для выкупа короля Шотландии Якова I Стюарта из английского плена
- Сэр Томас Бойд, 5-й Килмарнок (ум. 9 июля 1439), сын предыдущего. Убил сэра Алана Стюарта из Дарнли, сам был убит его младшим братом Александром Стюартом из Дарнли в битве при Крейньют-Хилл в 1439 году.

## Лорды Бойд (1454)

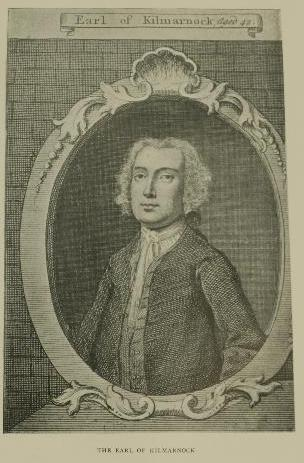
Уильям Бойд, 4-й граф Килмарнок (1705—1746)

- Роберт Бойд, 1-й лорд Бойд (умер в 1482), сын и наследник сэра Томаса Бойда из Килмарнока (ум. 1439)
- Джеймс Бойд, 2-й лорд Бойд (ок. 1469—1484), единственный сын Томаса Бойда, 1-го графа Аррана (ум. около 1473), старшего сына предыдущего
- Александр Бойд, 3-й лорд Бойд (умер после 1508), второй сын Роберта Бойда, 1-го лорда Бойда, дядя предыдущего
- Роберт Бойд, 4-й лорд Бойд (умер в 1557/1558), старший сын предыдущего
- Роберт Бойд, 5-й лорд Бойд (ок. 1517 — 3 января 1590), единственный сын предыдущего
- Томас Бойд, 6-й лорд Бойд (ок. 1547—1611), второй сын предыдущего
- Роберт Бойд, 7-й лорд Бойд (1595 — 28 августа 1628), внук предыдущего, сын Роберта Бойда, мастера Бойда (ум. 1597)
- Роберт Бойд, 8-й лорд Бойд (ок. 1618 — 17 ноября 1640), единственный сын предыдущего
- Джеймс Бойд, 9-й лорд Бойд (ок. 1596 — март 1654), дядя предыдущего, младший сын Роберта Бойда, 7-го лорда Бойда
- Уильям Бойд, 10-й лорд Бойд (ок. 1646 — март 1692), единственный сын предыдущего. Граф Килмарнок с 1661 года.

## Граф Килмарнок
- Уильям Бойд, 1-й граф Килмарнок (ок.1646 — март 1692), единственный сын Джеймса Бойда, 9-го лорда Бойда
- Уильям Бойд, 2-й граф Килмарнок (ок. 1676 — 20 мая 1692), старший сын предыдущего
- Уильям Бойд, 3-й граф Килмарнок (ок. 1692 — сентябрь 1717), старший сын предыдущего
- Уильям Бойд, 4-й граф Килмарнок (12 мая 1705 — 18 августа 1746), единственный сын предыдущего. В 1746 году его титулы и владения были конфискованы.